# Red Bull MotoGP Rookies Cup 2023
Der Red Bull MotoGP Rookies Cup 2023 war der 17. in der Geschichte des FIM-Red Bull MotoGP Rookies Cups.
Es wurden 14 Rennen bei sieben Veranstaltungen ausgetragen. Ángel Piqueras wurde vier Rennen vor Schluss vorzeitig Gesamtsieger.

## Punkteverteilung
Meister wird derjenige Fahrer, der bis zum Saisonende die meisten Punkte in der Meisterschaft gesammelt hat. Bei der Punkteverteilung werden die Platzierungen im Gesamtergebnis des jeweiligen Rennens berücksichtigt. Die 15 erstplatzierten Fahrer jedes Rennens erhalten Punkte nach folgendem Schema:
Weltmeister wird derjenige Fahrer beziehungsweise der Hersteller, der bis zum Saisonende die meisten Punkte in der Weltmeisterschaft angesammelt hat. Bei der Punkteverteilung werden die Platzierungen im Gesamtergebnis des jeweiligen Rennens berücksichtigt. Die fünfzehn erstplatzierten Fahrer jedes Rennens erhalten Punkte nach folgendem Schema:
| Punkteverteilung | Punkteverteilung | Punkteverteilung | Punkteverteilung | Punkteverteilung | Punkteverteilung | Punkteverteilung | Punkteverteilung | Punkteverteilung | Punkteverteilung | Punkteverteilung | Punkteverteilung | Punkteverteilung | Punkteverteilung | Punkteverteilung | Punkteverteilung |
| ---------------- | ---------------- | ---------------- | ---------------- | ---------------- | ---------------- | ---------------- | ---------------- | ---------------- | ---------------- | ---------------- | ---------------- | ---------------- | ---------------- | ---------------- | ---------------- |
| Platz            | 1                | 2                | 3                | 4                | 5                | 6                | 7                | 8                | 9                | 10               | 11               | 12               | 13               | 14               | 15               |
| Punkte           | 25               | 20               | 16               | 13               | 11               | 10               | 9                | 8                | 7                | 6                | 5                | 4                | 3                | 2                | 1                |

In die Wertung kommen alle erzielten Resultate.

## Rennergebnisse
|   | Lauf | Datum  | Rennen      | Strecke                               | Platz 1           | Platz 2         | Platz 3           | Pole-Position  | Schn. Rennrunde   | Gesamtführender Fahrer |
| - | ---- | ------ | ----------- | ------------------------------------- | ----------------- | --------------- | ----------------- | -------------- | ----------------- | ---------------------- |
| 1 | 1    | 25.03. | Portugal    | Autódromo Internacional do Algarve    | Ángel Piqueras    | Álvaro Carpe    | Rico Salmela      | Ángel Piqueras | Guido Pini        | Ángel Piqueras         |
| 1 | 2    | 26.03. | Portugal    | Autódromo Internacional do Algarve    | Ángel Piqueras    | Marcos Ruda     | ̯Hakim Danish      | Ángel Piqueras | Guido Pini        | Ángel Piqueras         |
| 2 | 1    | 29.04. | Spanien     | Circuito de Jerez                     | Ángel Piqueras    | Jacob Roulstone | Máximo Quiles     | Máximo Quiles  | Máximo Quiles     | Ángel Piqueras         |
| 2 | 2    | 30.04. | Spanien     | Circuito de Jerez                     | Máximo Quiles     | Ángel Piqueras  | Álvaro Carpe      | Máximo Quiles  | Álvaro Carpe      | Ángel Piqueras         |
| 3 | 1    | 13.05. | Frankreich  | Circuit Bugatti                       | Ángel Piqueras    | Rico Salmela    | Ruché Moodley     | Marco Morelli  | Máximo Quiles     | Ángel Piqueras         |
| 3 | 2    | 14.05. | Frankreich  | Circuit Bugatti                       | Ángel Piqueras    | Guido Pini      | Alberto Ferrández | Marco Morelli  | Casey O’Gorman    | Ángel Piqueras         |
| 4 | 1    | 28.05. | Italien     | Autodromo Internazionale del Mugello  | Alberto Ferrández | Casey O’Gorman  | Marco Morelli     | Ángel Piqueras | Alberto Ferrández | Ángel Piqueras         |
| 4 | 2    | 29.05. | Italien     | Autodromo Internazionale del Mugello  | Máximo Quiles     | Ángel Piqueras  | Guido Pini        | Ángel Piqueras | Fadillah Aditama  | Ángel Piqueras         |
| 5 | 1    | 24.06. | Niederlande | TT Circuit Assen                      | Ángel Piqueras    | Álvaro Carpe    | Casey O’Gorman    | Ángel Piqueras | Fadillah Aditama  | Ángel Piqueras         |
| 5 | 2    | 25.06. | Niederlande | TT Circuit Assen                      | Ángel Piqueras    | Máximo Quiles   | Jacob Roulstone   | Ángel Piqueras | Álvaro Carpe      | Ángel Piqueras         |
| 6 | 1    | 19.08. | Österreich  | Red Bull Ring                         | Álvaro Carpe      | Ángel Piqueras  | Rico Salmela      | Rico Salmela   | Máximo Quiles     | Ángel Piqueras         |
| 6 | 2    | 20.08. | Österreich  | Red Bull Ring                         | Ángel Piqueras    | Álvaro Carpe    | Rico Salmela      | Rico Salmela   | Máximo Quiles     | Ángel Piqueras         |
| 7 | 1    | 09.09. | Italien     | Misano World Circuit Marco Simoncelli | Álvaro Carpe      | Ángel Piqueras  | Máximo Quiles     | Rico Salmela   | Máximo Quiles     | Ángel Piqueras         |
| 7 | 2    | 10.09. | Italien     | Misano World Circuit Marco Simoncelli | Ángel Piqueras    | Máximo Quiles   | Álvaro Carpe      | Rico Salmela   | Marco Morelli     | Ángel Piqueras         |

## Fahrerwertung
| Pos. | Fahrer             | Portugal | Portugal | Spanien | Spanien | Frankreich | Frankreich | Italien | Italien | Niederlande | Niederlande | Osterreich | Osterreich | San Marino | San Marino | Gesamt |
| Pos. | Fahrer             | L1       | L2       | L1      | L2      | L1         | L2         | L1      | L2      | L1          | L2          | L1         | L2         | L1         | L2         | Gesamt |
| ---- | ------------------ | -------- | -------- | ------- | ------- | ---------- | ---------- | ------- | ------- | ----------- | ----------- | ---------- | ---------- | ---------- | ---------- | ------ |
| 1    | Ángel Piqueras     | 1        | 1        | 1       | 2       | 1          | 1          | 4       | 2       | 1           | 1           | 2          | 1          | 2          | 1          | 318    |
| 2    | Álvaro Carpe       | 2        | 6        | 4       | 3       | 6          | DNF        | 6       | 8       | 2           | 6           | 1          | 2          | 1          | 3          | 203    |
| 3    | Máximo Quiles      | 21       | 11       | 3       | 1       | 4          | 10         | DNF     | 1       | DNF         | 2           | 4          | 8          | 3          | 2          | 167    |
| 4    | Rico Salmela       | 3        | 5        | 5       | 5       | 2          | DNF        | 12      | 4       | 20          | 11          | 3          | 3          | DNF        | 4          | 136    |
| 5    | Jacob Roulstone    | 13       | 9        | 2       | 6       | 11         | 6          | 7       | 9       | 4           | 3           | DNF        | 7          | 6          | 10         | 125    |
| 6    | Alberto Ferrández  | 6        | DNF      | 7       | 9       | 7          | 3          | 1       | 5       | 11          | 5           | 13         | 9          | 8          | DNF        | 121    |
| 7    | Marcos Ruda        | 7        | 2        | 14      | 12      | DNF        | 15         | 14      | 7       | 8           | 7           | 5          | 4          | 4          | 8          | 109    |
| 8    | Casey O’Gorman     | 4        | 4        | 10      | 7       | DNF        | DNF        | 2       | DNF     | 3           | 4           | 9          | DNF        |            |            | 97     |
| 9    | Ruché Moodley      | 8        | DNF      | 6       | 8       | 3          | DNF        | INJ     | INJ     | 6           | DNF         | 8          | 5          | 5          | 6          | 92     |
| 10   | Marco Morelli      | 11       | 7        | 11      | 4       | 13         | 4          | 3       | 12      | 16          | 8           | 10         | 10         | DNF        | 13         | 91     |
| 11   | Guido Pini         | 12       | DNF      | 8       | DNF     | 5          | 2          | DNF     | 3       | DNF         | DNF         | 18         | 13         | DNF        | 5          | 73     |
| 12   | Hakim Danish       | 5        | 3        | 9       | 11      | 9          | DNF        | DNF     | 6       | 5           | DNF         | 20         | DNF        | 15         | 14         | 70     |
| 13   | Cormac Buchanan    | 14       | DNF      | 15      | 14      | 8          | 5          | DNF     | DNF     | DNF         | 9           | 6          | DNF        | 7          | 7          | 59     |
| 14   | Lorenz Luciano     | 10       | 8        | 16      | 10      | 12         | 8          | INJ     | INJ     | INJ         | INJ         | 11         | 6          | 9          | 11         | 59     |
| 15   | Fadillah Aditama   | 15       | 12       | 13      | 18      | 14         | 7          | 5       | 11      | 13          | 10          | 16         | DNF        | 11         | 9          | 56     |
| 16   | Danial Shahril     | 9        | 10       | INJ     | INJ     | INJ        | INJ        | 8       | 14      | 9           | 16          | 7          | 15         | 17         | 18         | 40     |
| 17   | Kevin Farkas       | DNF      | 14       | 18      | 19      | 17         | DNF        | 11      | 16      | 7           | 12          | 12         | 12         | 13         | 19         | 31     |
| 18   | Dodó Boggio        | WD       | WD       | DNF     | 13      | DNF        | 11         | INJ     | INJ     | 14          | DNF         | 15         | 11         | 10         | 12         | 26     |
| 19   | Carter Thompson    | 20       | 15       | 17      | 15      | 10         | DNF        | INJ     | INJ     | 10          | 14          | 19         | 14         | 12         | 15         | 23     |
| 20   | Jakob Rosenthaler  | 17       | 17       | 12      | 17      | 16         | 12         | DNF     | 10      | 15          | 13          | 14         | 20         | 14         | 16         | 22     |
| 21   | Eddie O’Shea       | DNF      | DNF      | INJ     | INJ     | 15         | 9          | 13      | DNF     | 12          | DNF         | 17         | 16         | DNF        | DNF        | 15     |
| 22   | Shinya Ezawa       | 18       | 19       | 19      | 16      | 19         | 13         | 9       | 13      | 18          | 15          | 22         | 18         | 18         | 23         | 14     |
| 23   | Alexander Enriquez | 19       | DNF      | 23      | 21      | DNF        | DNF        | 10      | 19      | 21          | 20          | DNF        | 20         | 20         | 20         | 6      |
| 24   | Amaury Mizera      | 16       | 13       | 22      | DNF     | 18         | DNF        | DNF     | 15      | DNF         | 19          | 23         | 17         | 16         | 17         | 4      |
| 25   | Leo Rammerstorfer  | 22       | 18       | 21      | 20      | 20         | 14         | DNF     | 17      | 17          | 17          | 21         | DNF        | DNF        | 21         | 2      |
| 26   | Rhys Stephenson    | DNF      | 16       | 20      | DNF     | DNF        | DNF        | DNF     | 18      | 19          | 18          | 24         | 19         | 19         | 22         | 0      |

| Farbe         | Bedeutung                               |
| ------------- | --------------------------------------- |
| Gold          | Sieger                                  |
| Silber        | 2. Platz                                |
| Bronze        | 3. Platz                                |
| Grün          | Platzierung in den Punkten              |
| Blau          | Klassifiziert außerhalb der Punkteränge |
| Violett       | Rennen nicht beendet (DNF)              |
| Violett       | nicht klassifiziert (NC)                |
| Rot           | nicht qualifiziert (DNQ)                |
| Schwarz       | disqualifiziert (DSQ)                   |
| Weiß          | nicht am Start (DNS)                    |
| Weiß          | zurückgezogen (WD)                      |
| Weiß          | Rennen abgesagt (C)                     |
| ohne Farbe    | nicht am Training teilgenommen (DNP)    |
| ohne Farbe    | verletzt oder krank (INJ)               |
| ohne Farbe    | ausgeschlossen (EX)                     |
| ohne Farbe    | nicht erschienen (DNA)                  |
| fett          | Pole-Position                           |
| kursiv        | Schnellste Rennrunde                    |
| unterstrichen | WM-Führung                              |
| hochgestellt  | Platzierung im Sprintrennen             |